# إسحاق بلوم
إسحاق بلوم (بالإنجليزية: Isaac Bloom)‏ هو سياسي أمريكي، ولد في 1748 في كوينز في الولايات المتحدة، وتوفي في 26 أبريل 1803 في مقاطعة دوتشيز في الولايات المتحدة. حزبياً، نشط في الحزب الجمهوري الديمقراطي. وقد انتخب عضو جمعية ولاية نيويورك وانتخب عضو مجلس ولاية نيويورك وانتخب عضو مجلس النواب الأمريكي.